# میخائیل کوکژان
میخائیل کوکژان (ارمنی: Միխայիլ Կոկժաև؛  ۲۰ مهٔ ۱۹۴۶) یک آهنگساز اهل ارمنستان است. وی از سال میلادی تاکنون مشغول فعالیت بوده است.

## زندگی‌نامه
وی در ۲۰ مهٔ ۱۹۴۶ در باکو به دنیا آمد و از آکادمی موسیقی باکو فارغ‌التحصیل شد. وی در کنسرواتوار دولتی کومیتاس ایروان فعالیت کرده است. وی همچنین برندهٔ جوایزی همچون چهره هنری شایسته جمهوری ارمنستان شده است.